# Vinayak Vatsal
Vinayak Vatsal (né le 28 décembre 1969) est un mathématicien canadien, qui traite de théorie des nombres et de géométrie arithmétique.

## Carrière
Vatsal étudie les mathématiques à l'Université Stanford, où il obtient son diplôme de bachelor en 1992 et il est titulaire d'un doctorat en 1997 à l'Université de Princeton, sous la direction d'Andrew Wiles, avec une thèse intitulée « Iwasawa Theory, modular forms and Artin representations ». En tant que chercheur postdoctoral, il travaille à l'Université de Toronto. À partir de 1999, il enseigne à l'Université de la Colombie-Britannique, où il est professeur.
Il a apporté des contributions importantes à la théorie d'Iwasawa sur les courbes elliptiques avec des théorèmes sur les L-fonctions p-adiques non-vanishing⇔fuyantes / évanouissantes,, où il utilise les méthodes de la théorie ergodique (théorème de Marina Ratner).

## Prix et distinctions
En 2007, il reçoit le Prix Coxeter-James, en 2004 le Prix André-Aisenstadt et en 2006 le Prix Ribenboim. De 2002 à 2004, il est Sloan Fellow. En 2006, il est conférencier invité au Congrès international des mathématiciens à Madrid avec une conférence intitulée « Special values of L-functions modulo p ».

## Publications
- Uniform distribution of Heegner Points, Inventiones Mathematicae, Tome 148, 2002, P. 1-48 (la Preuve d'une Conjecture de Barry Mazur)
- avec Ralph Greenberg Iwasawa Invariants of Elliptic Curves, Inventiones Mathematicae, vol 142, 2000, P. 17-63
- Special values of anticyclotomic L-functions, Duke Math. J., Tome 116, 2003, P. 219-261
- avec C. Cornut Nontriviality of Rankin-Selberg L-functions and CM points, dans Burns, Kevin Buzzard, Nekovar (éd), L-functions and Galois Representations, Cambridge University Press, 2007, P. 121-186
- avec C. Cornut CM points and quaternion algebras, Documenta Mathematica, volume 10, 2005